# Sekundærrute 191
De Sekundærrute 191 is een secundaire weg in Denemarken. De weg loopt van Esbjerg via Vejen naar Kolding. De Sekundærrute 191 loopt door Zuid-Denemarken en is ongeveer 78 kilometer lang.